# 寿好堂よし国

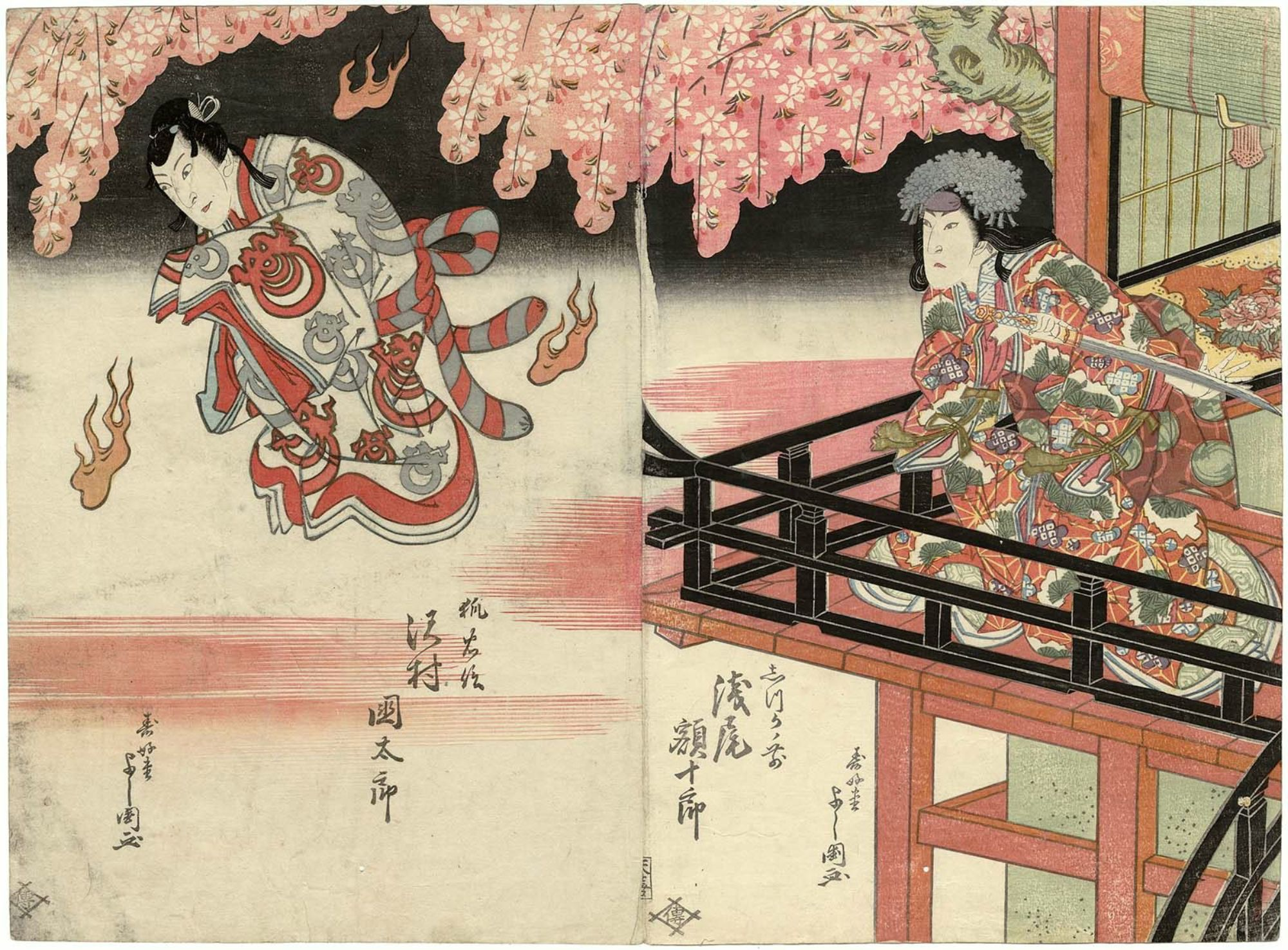
『義経千本桜』四段目「河連法眼館」　左から二代目澤村國太郞の狐忠信（源九郎狐）、初代淺尾額十郞のしづかノ前。文政8年（1825年）8月、大坂中の芝居。よし国画。

寿好堂 よし国（じゅこうどう よしくに、生没年不詳）とは、江戸時代の大坂の浮世絵師。

## 来歴
蘭英斎芦国の門人と推定される。大坂の人で多くの役者絵を描く。作画期は文化10年（1813年）から天保3年（1832年）にかけてで、その間に数種の画名、画号を用いている。当初は寿好または芦麿、芦丸と名乗り、のち文化13年の頃によし国と改名した。ほかにも作からは芳国、芳洲、寿好堂、寿好亭、寿公堂の画名や号が確認できる。「寿好」という画号から、松好斎半兵衛の門人かともいわれている。また「たかき」という印章を使用したものがあり、これは「高木」または「高城」という名をあらわしたものかという。落款には豊川や高という姓も見られる。
文化文政期において大坂で役者絵を普及させた絵師の一人であり、狂歌師「狂画連よし国」としても活躍しており、役者絵にも多くの狂歌を賛として記している。門人に寿暁堂梅国、寿鶴堂政国、寿陽堂とし国、寿宝堂千歌国、寿松堂ふじ国、寿曙堂清国、豊川英国、高よし幸などがいる。

## 作品
- 「みつぎ・中村歌右衛門　おこん・中山よしを」　大判錦絵2枚続　※文化10年（1813年）3月、大坂中の芝居『伊勢音頭恋寝剣』より。「寿好画」の落款あり
- 「福岡みつぎ・中村歌右衛門」　大判錦絵　アメリカ議会図書館所蔵　※文化10年3月、中の芝居『伊勢音頭恋寝剣』より。「芦麿画」の落款あり
- 「こし元巻絹・藤川花友　はし守惣八・市川蝦十郎」　大判錦絵　池田文庫所蔵　※文化13年3月、大坂角の芝居『三月開嬉心船橋』より。「寿好改よし国画」の落款あり
- 「石橋　中村歌右衛門」　大判錦絵、8枚組合作の内　※文化13年3月、角の芝居『其九絵彩四季桜』より。「風の手を　かりて洗ふや　柳髪　芝翫讃」の句あり。「芦丸改よし国画」の落款
- 「加藤正清・中村歌右衛門」　大判錦絵　池田文庫所蔵　※文政3年（1820年）9月、角の芝居『八陣守護城』より
- 「師直・中村歌右衛門　判官・坂東三津五郎」　大判錦絵2枚続　池田文庫所蔵　※文政4年5月、角の芝居『太平記忠臣講釈』より
- 「たるや娘おせん・中村三光　さとみ伊助・中村歌右衛門」　大判錦絵2枚続　池田文庫所蔵　※文政5年8月、角の芝居『名作切籠曙』より
- 「大阪新町　紙喜ノ梅松　先はやし」　大判錦絵　ボストン美術館所蔵　※文政8年
- 「わたやりきの　唐土官女」　大判錦絵　ボストン美術館所蔵　※文政8年
- 「中杵屋揚巻太夫　でんかく法師」　大判錦絵　ボストン美術館所蔵　※文政8年